# Vuvuzela

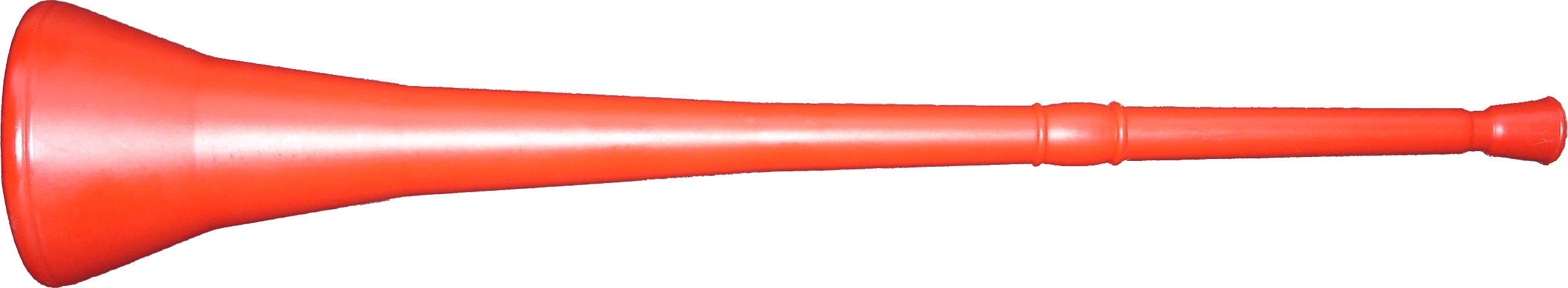
Uma vuvuzela vermelha

A vuvuzela (conhecida no Brasil também como corneta ou cornetão e em partes de Moçambique como xipalapala) é um aerofone cilíndrico de cerca de um metro de comprimento, usada por torcedores em jogos de futebol. As vuvuzelas ganharam forte exposição na mídia devido à Copa do Mundo 2010 realizada na África do Sul e a função sonora que exercem para comemorar gols ou durante a partida.

## Etimologia
A origem do nome é controversa. Pode provir do Zulu "fazer barulho", a partir da "vuvu" som que faz, ou de gírias locais relacionadas à palavra para "chuveiro".[carece de fontes?]

## Origem

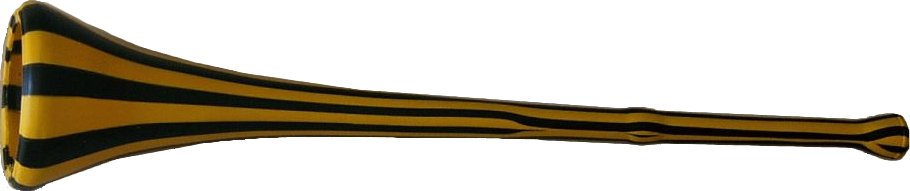
Vuvuzela listrada.

A origem da vuvuzela tem raízes nos berrantes originários de tribos ancestrais sul-africanas, tradicionalmente feita com o corno da pala-pala, pelo que é conhecida no sul de Moçambique como xipalapala, e servia para convocar reuniões. Já a vuvuzela tradicional de plástico, tornou-se popular na África do Sul na década de 1990. Em 2001, a empresa sul-africana Masincedane Sport começou a produzir em massa uma versão de plástico. Requerem um sopro forte, de modo a emitir um ruído semelhante ao de uma sirene ou ao de um elefante. A utilização da vuvuzela é característica dos jogos entre grandes equipes de futebol sul-africano como o Kaizer Chiefs e o Orlando Pirates. As vuvuzelas da torcida dos Chiefs são amarelas e vermelhas, enquanto as da torcida dos Pirates são magenta cor de tijolo.

## Tentativa de proibição

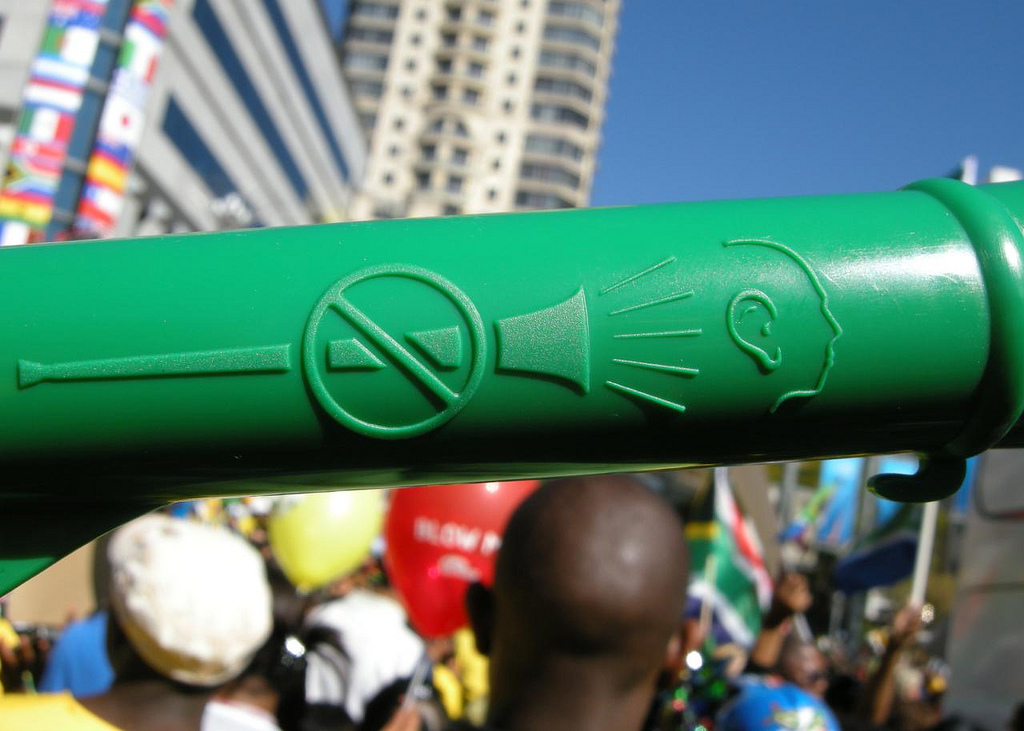
Algumas vuvuzelas de plástico possuem avisos para não toca-la próxima aos ouvidos

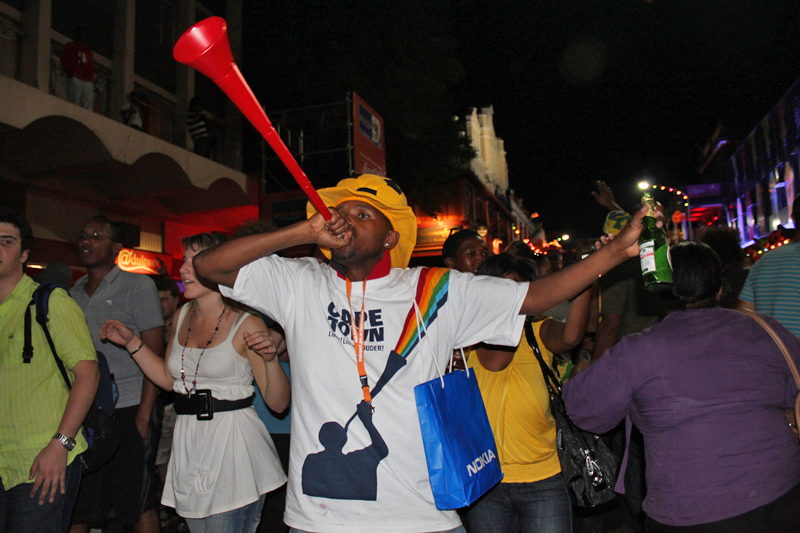
Um sul-africano tocando uma vuvuzela

A vuvuzela tem sido alvo de controvérsia devido a possibilididade de o instrumento causar danos auditivos graves e permanentes, e por ser um disseminador de doenças (a gripe em particular, mas podendo ser qualquer germe) substancialmente mais perigoso do que tossir ou falar. É também perigosa para os animais, visto que estes possuem geralmente uma audição mais sensível, podendo criar situações de pânico e terror além de danos mais sérios em comparação com humanos.[carece de fontes?]

## Proibição pela UEFA
O seu uso foi proibido em vários campeonatos da Europa, em especial na Europa do Norte  e Central que não suportavam o ruído emitido por aquele instrumento musical: Bélgica, Alemanha, França, etc. A UEFA decidiu proibir o seu uso em todas as competições por si organizadas: Liga  Europa e  Liga dos Campeões da UEFA. A UEFA argumentou que o seu uso alteraria o ambiente à volta dos jogos e que abafaria a reação dos adeptos presentes no estádio. 

## Copa do Mundo FIFA
A vuvuzela tornou-se conhecida mundialmente durante os apuramentos para a Copa das Confederações de 2009 e para o Mundial de 2010. A FIFA procurou banir o uso da vuvuzela durante o Mundial de 2010 devido à preocupação do seu uso como arma e de que fosse utilizada como método de publicidade (autocolantes publicitários, por exemplo), porém, a SAFA (South African Football Association) defendeu o instrumento como uma parte essencial do futebol na África do Sul, e a FIFA decidiu permitir a sua utilização desde que não excedam um metro de comprimento.
Comentadores de jogo, jogadores, treinadores, e mesmo as audiências em estádio e por televisão ou rádio têm-se oposto ao seu uso devido ao seu som ininterrupto e extremamente alto, causando irritação entre os seus ouvintes e dificultando gravemente a comunicação entre jogadores e treinadores em campo. Para as audiências fora do estádio, o som torna-se desgastante mentalmente, podendo atingir um ambiente quase hipnótico induzindo cansaço e/ou irritação. Porém é uma manifestação cultural não somente da Africa do Sul, o que torna a questão extremamente delicada.
A FIFA já se pronunciou novamente sobre o uso da vuvuzela, sendo que à partida, depois da fase dos grupos do Mundial 2010, será banida se o seu uso não se tornar mais moderado.
Em 2018 as Vuvuzelas apareceram novamente na copa, e na copa de 2022 elas foram proibidas.

## Em Portugal

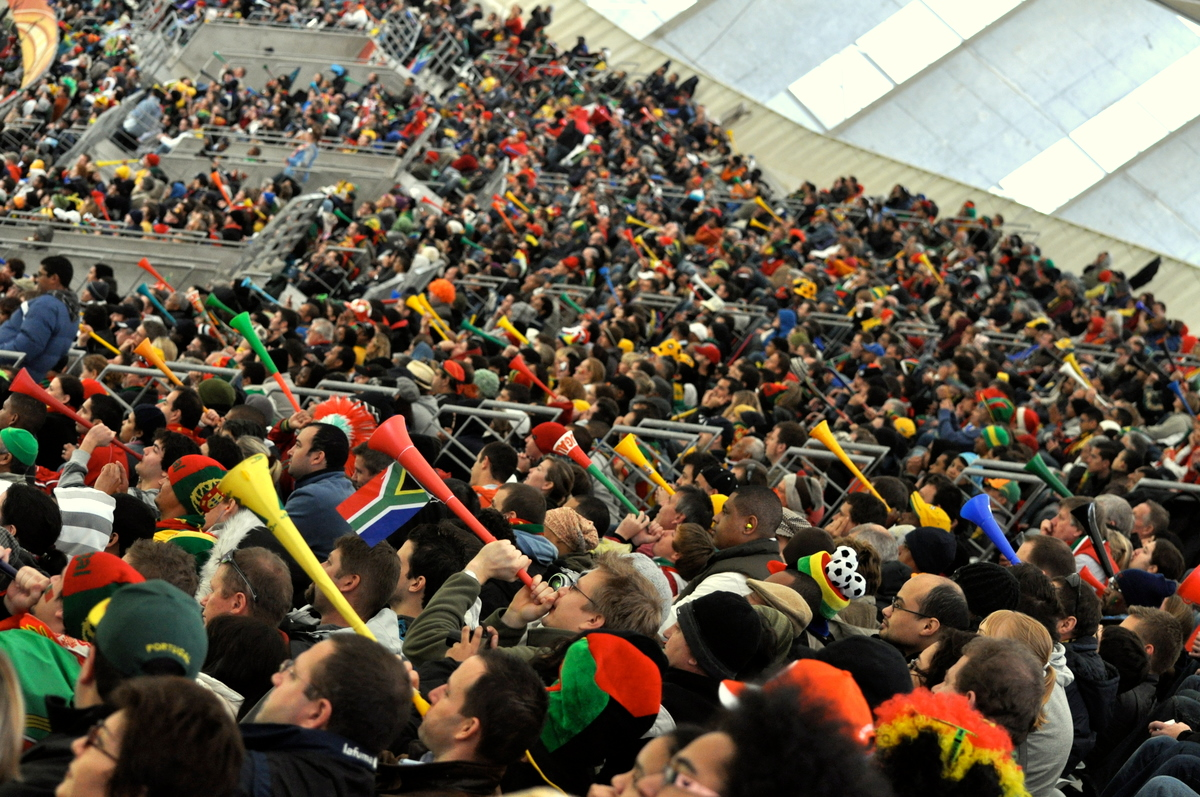
Diversas vuvuzelas sendo sopradas durante o jogo do Mundial de 2010 Portugal - Coreia do Norte.

Como forma de promover o apoio à Seleção Portuguesa de Futebol para o Mundial de 2010, a Galp Energia teve a ideia de comercializar centenas de milhares de vuvuzelas nos seus postos de abastecimento nos meses que antecederam a competição. Mabhuti foi a Portugal para ensinar a técnica usada para tocar a vuvuzela, tendo efectuado uma digressão associada à campanha Vamos lá Portugal. Vários jogadores da Seleção também aprenderam a tocar este típico instrumento Sul-africano, como forma de celebrarem a presença de Portugal no Mundial da África do Sul.